# 康塞普西翁省 (秘魯)

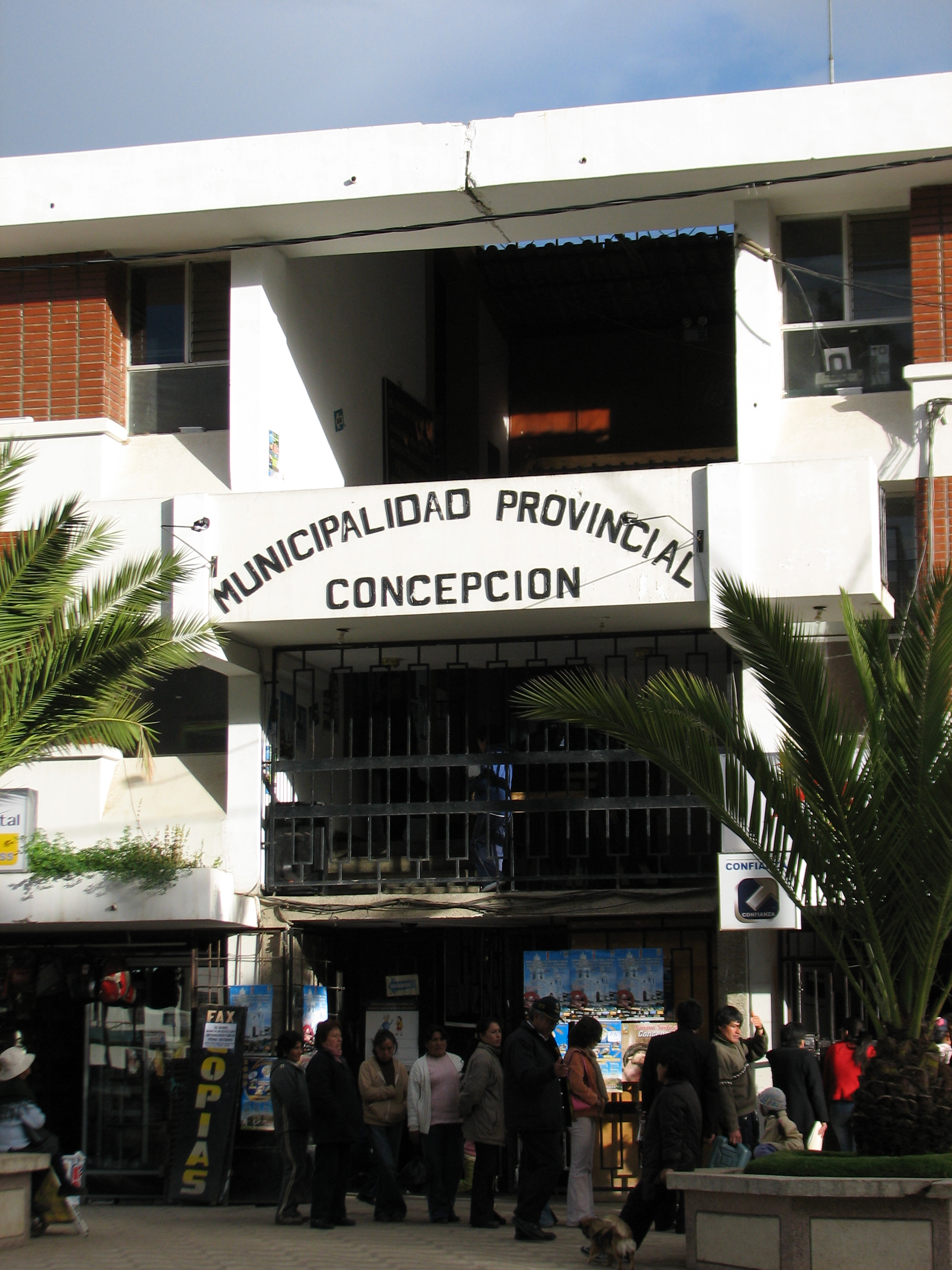

11°55′07″S 75°18′46″W / 11.918478°S 75.312889°W
康塞普西翁省（西班牙語：Provincia de Concepción），是秘魯的省份，位於該國中部胡寧大區，首府是康塞普西翁，始建於1952年11月30日，面積3,067平方公里，2002年人口71,215，人口密度每平方公里23人。

## 外部連結
- http://www.municoncepcion.gob.pe/ （页面存档备份，存于）